# Jerry Only
Gerald Caiafa, más conocido como Jerry Only (Lodi, Nueva Jersey, 21 de abril de 1959), es un músico estadounidense. Es el bajista de la banda de horror punk Misfits, a pesar de que algunas fuentes indican que Diane DiPiazza tocó el bajo previamente a la inclusión de Jerry. 
También es el creador del peinado devilock y las ropas características de la banda. Es el hermano mayor de Paul Caiafa y padre del guitarrista Jerry Caiafa II.

## Biografía
Jerry se unió a Misfits en 1977 gracias a que Manny Martínez (baterista de la banda en ese entonces) vio en el maletero del automóvil de Jerry un bajo Rickenbacker e inmediatamente le pidió que se uniera al proyecto musical de Glenn Danzig, ya que les faltaba bajista. El bajo eléctrico de Jerry había sido regalo tardío de Navidad luego de dos meses. Durante su época en Misfits también trabajó en la fábrica de su padre durante los días laborables para financiar a la banda y también diseño vestuario para la misma allí, lo cual solo le dejaba libre los fines de semana para tocar y grabar. Jerry en principio adoptó el seudónimo Jerry Caiafa, pero cuando el vocalista de la banda Glenn Danzig confundió la ortografía de su apellido en los créditos del primer sencillo, Cough/Cool, le rogó que para la próxima vez escribiera Jerry Only (en español: 'solo Jerry'). Irónicamente, Danzig lo acreditó como textualmente le había pedido en su siguiente material y el apodo perduró desde entonces. Only continuó en la banda y cada vez fue tomando un poco más de presencia en el escenario. Jerry no tenía una buena relación con el guitarrista Bobby Steele, y aunque no se saben las razones, según Steele era porque Jerry quería borrar toda participación alguna de Bobby y reemplazarlo con su hermano menor Paul Caiafa, conocido como Doyle Wolfgang von Frankenstein. Finalmente lo logró, Steele salió y entró Doyle como guitarrista en 1980. Sin embargo, en 1983 Glenn Danzig disolvió la banda por diferencias musicales con los demás integrantes. 
En 1987, Jerry y su hermano Doyle formaron Kryst The Conqueror, pero no lograron surgir. En 1995, culminó una batalla legal con el fundador de Misfits Glenn Danzig que le permitió a Jerry usar los derechos sobre el nombre de la banda para su utilización, dividiendo el dinero obtenido por su comercialización entre los actuales miembros y Danzig. Después, Only reformó la banda con su hermano Doyle en la guitarra, Michale Graves como vocalista y Dr. Chud en la batería.  
Chud y Graves dejaron el grupo en 2001 por problemas con Jerry y para formar la banda Graves. Fueron reemplazados en el M25 Tour por Dez Cadena, antiguo miembro de Black Flag y DC3 en guitarra, y Marky Ramone, antiguo miembro de Ramones, en batería. A comienzos de 2005 Marky dejó el grupo y Jerry trajo al baterista ex-Misfits y Black Flag ROBO para unirse a Misfits. De esta manera, Only ha sido el único miembro de la banda que tocó en todos sus discos.
En 2006, se unió, en paralelo, al supergrupo Osaka Popstar como bajista.

## Discografía

### Con Misfits
- Cough/Cool (1977) - sencillo
- Bullet (1978) - EP
- Horror Business (1979) - EP
- Night of the Living Dead (1979) - sencillo
- Beware (1980) - EP
- 3 Hits from Hell (1981) - EP
- Halloween (1981) - sencillo
- Walk Among Us (1982) - álbum de estudio
- Evilive (1982) - EP en vivo
- Earth A.D./Wolfs Blood (1983) - álbum de estudio
- Die, Die My Darling (1984) - sencillo
- Static Age (1997) - álbum de estudio (grabado en 1978)
- American Psycho (1997) - álbum de estudio
- Dig Up Her Bones (1997) - sencillo
- Evilive II (1998) - álbum en vivo
- Famous Monsters (1999) - álbum de estudio
- Monster Mash (1999) - sencillo
- 12 Hits From Hell (2001) - álbum
- Cuts from the Crypt (2001) - álbum recopilatorio
- Project 1950 (2003) - álbum de versiones
- Land of the Dead (2009) - EP
- The Devil's Rain (2011) - álbum de estudio
- Dead Alive! (2013) - álbum en vivo